# Mariental (distrito)
Mariental é um distrito do município brasileiro de Lapa, no estado do Paraná.

## História
O distrito foi fundado em 1878 por imigrantes alemães do Rio Volga, que, após 100 anos residindo na Rússia, pois a Alemanha passava por uma grande crise econômica, tiveram que sair do país após eles perderem os direitos dados por Catarina II, como isenção de impostos e do serviço militar.
Chegaram então ao Brasil, todos eles devotos de Santa Maria, tanto que por isso, resolveram batizar o nome do distrito de "Mariental", que significa "Terra de Maria" em alemão.

## Religião
O distrito é marcado pela forte presença da igreja católica em sua comunidade, com a Paróquia Imaculada Conceição, na qual sua matriz é no distrito, enquanto outras estão espalhadas por bairros próximos. A paróquia é pertencente a Diocese de São José dos Pinhais.